# Política externa do governo Jair Bolsonaro

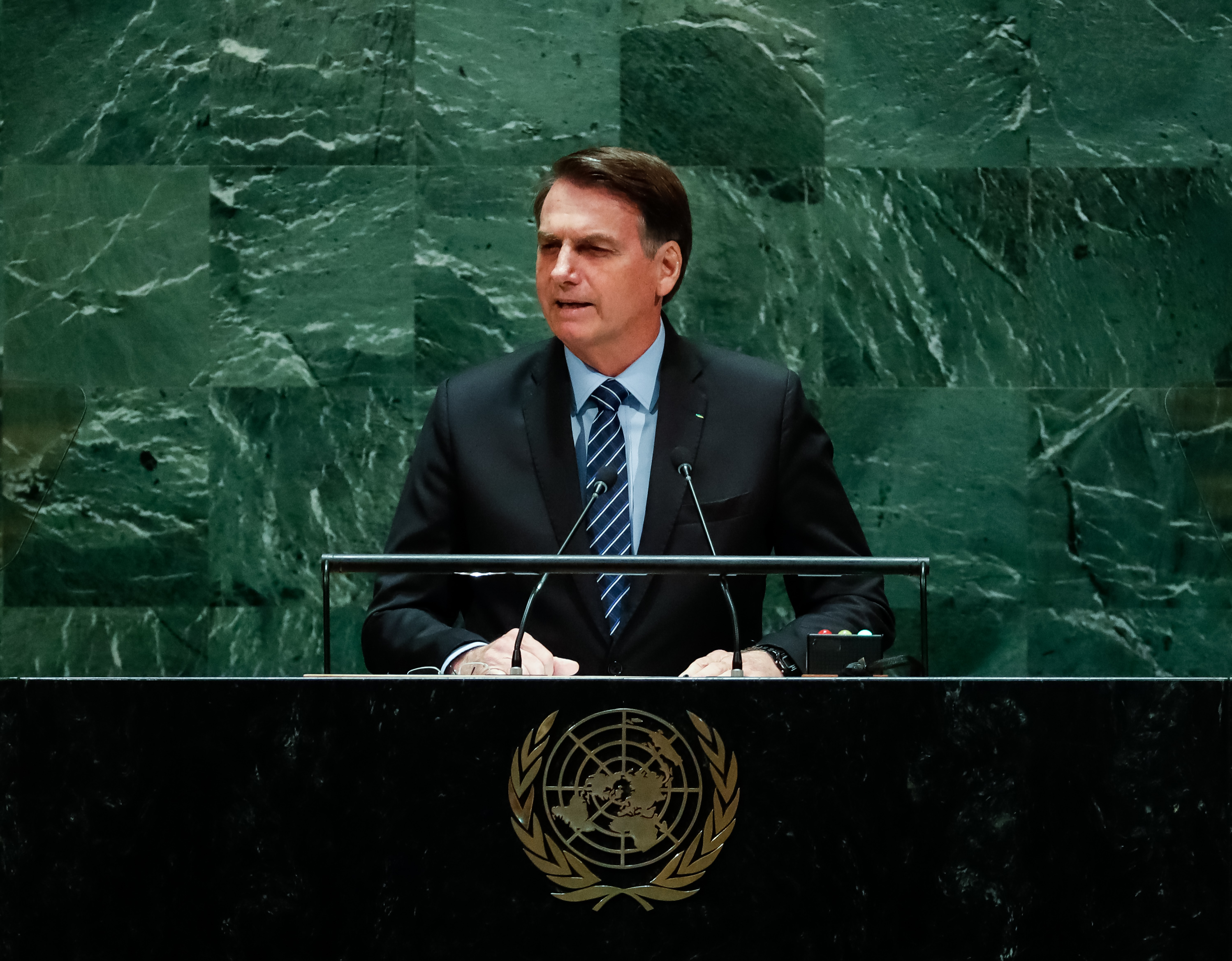
Bolsonaro durante seu discurso na Assembleia Geral das Nações Unidas em 24 de setembro de 2019.

A política externa do governo Jair Bolsonaro refere-se à maneira como foi conduzida a política externa brasileira do início do governo Jair Bolsonaro em 1.º de janeiro de 2019 até 1.º de janeiro de 2023. Esta foi centrada no alinhamento automático com os Estados Unidos e com países governados por líderes de direita e um distanciamento de países governados por líderes moderados e de esquerda, além de promover a abertura do Brasil ao comércio internacional, este governo vem apoiando o liberalismo econômico no Mercado Comum do Sul com o objetivo de assinar tratados de livre-comércio por meio deste. Sob muitos aspectos, a política externa do governo Bolsonaro é vista como uma ruptura da tradição diplomática construída nos governos anteriores, inclusive em relação a diplomacia do periodo ditatorial (1964-1985).
Desde o início de seu governo, Bolsonaro vêm mostrando um forte alinhamento com o ex-presidente americano, Donald Trump, e com líderes de direita em diversas regiões do mundo, por exemplo, Benjamin Netanyahu, Rodrigo Duterte, Viktor Orbán e outros. Ao mesmo tempo, seu governo tem se afastado de países como Cuba,Venezuela, Alemanha, França e China
No dia 8 de janeiro, Bolsonaro confirmou que o Brasil sairia do Pacto Global pela Migração da ONU. Aloysio Nunes, ministro das relações exteriores do governo anterior, criticou o ministro de relações exteriores Ernesto Araújo dizendo que "há uma falácia repetida por correntes de extrema-direita xenófobas de que o pacto se sobrepõe à soberania dos Estados" e lembrou que há mais brasileiros vivendo no exterior (3 milhões) do que estrangeiros vivendo no Brasil.
Por vezes, a política externa brasileira sob o governo Bolsonaro é vista como menos intensa do que nos governos anteriores. Jair Bolsonaro possui um ritmo lento de viagens ao exterior, sendo o presidente que menos viajou ao exterior desde Itamar Franco em 1994. Tal postura levou o Brasil a adotar uma postura mais unilateral em relação ao restante do globo e especialmente muito distante dos vizinhos da América Latina e do Caribe. Até o início de 2022, Bolsonaro havia visitado apenas 5 países da região.

## Antecedentes

### Plano de governo
O plano de governo do então candidato a presidência Jair Bolsonaro, denominado "O Caminho da Prosperidade", diz que sob seu governo "deixaremos de louvar ditaduras assassinas e desprezar ou mesmo atacar democracias importantes como EUA, Israel e Itália", continua dizendo que "além de aprofundar nossa integração com todos os irmãos latino-americanos que estejam livres de ditaduras, precisamos redirecionar nosso eixo de parcerias" e termina falando que o país dará ênfase nas relações e acordos bilaterais.

### Nomeação
Tendo sido Jair  Bolsonaro eleito na eleição presidencial de 2018, ele começou a avaliar quem poderia ser seu Ministro de Relações Exteriores, a imprensa especulou diversos nomes de possíveis ministros, entre eles o do então Secretário-Geral do Itamaraty, Marcos Bezerra Abbott Galvão, o do embaixador do Brasil na Coreia do Sul, Luis Fernando Serra, e o do ex-Diretor do Departamento dos Estados Unidos, Canadá e Assuntos Interamericanos, Ernesto Araújo. Bolsonaro decidiu-se pelo último, tendo anunciado Ernesto Araújo no dia 14 de novembro de 2018 como seu indicado para o Ministério de Relações Exteriores, em uma rede social o então presidente eleito disse que Araújo tinha 29 anos de experiência no Itamaraty e era um "brilhante intelectual".

### Visitas de autoridades estrangeiras

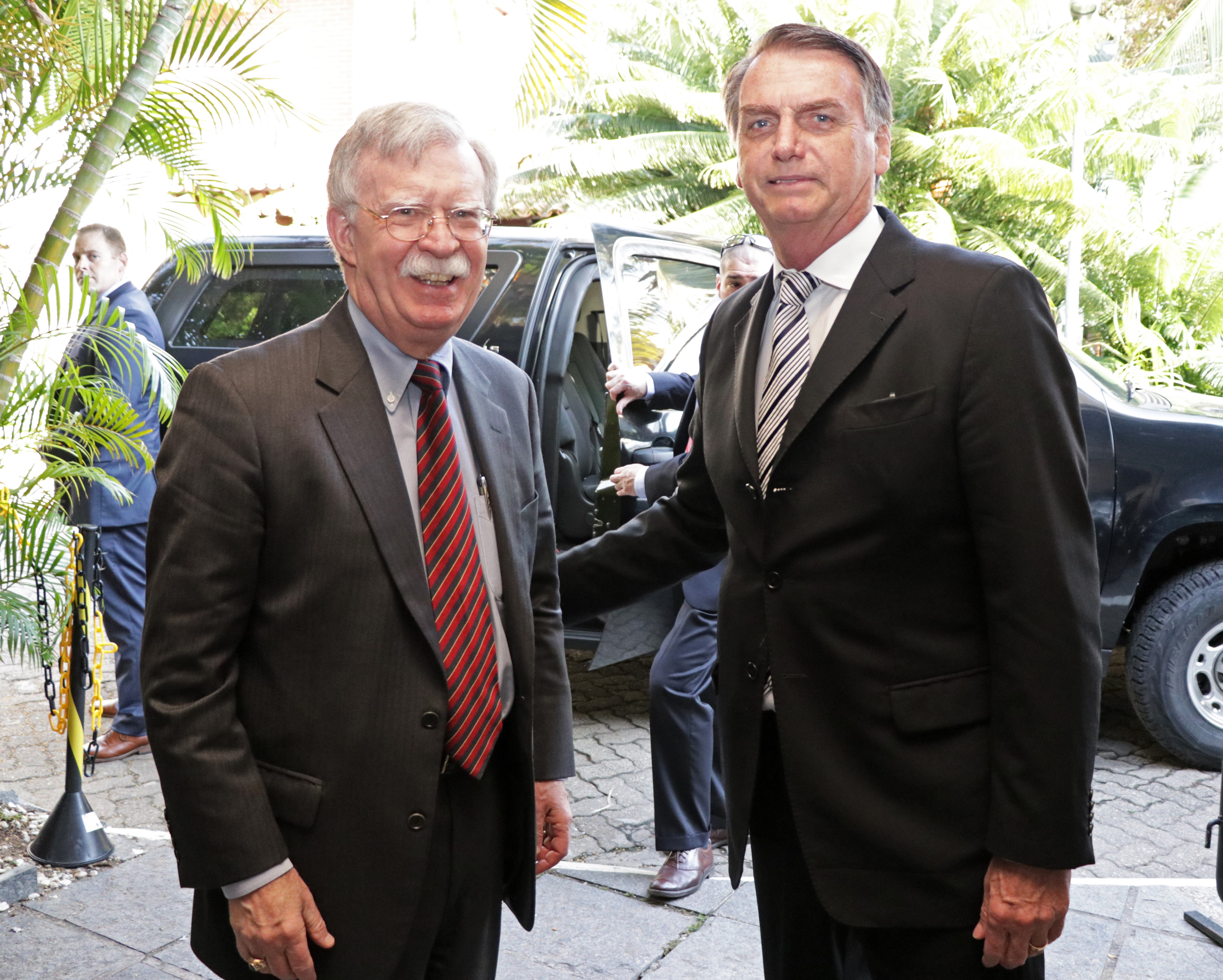
Jair Bolsonaro com o Conselheiro de Segurança Nacional dos EUA, John R. Bolton, em novembro de 2018.

Ao longo do período de transição Bolsonaro recebeu diplomatas em sua residência no Rio de Janeiro, no CCBB e na Granja do Torto, em Brasília, dentre os quais embaixadores e representantes alemães, americanos, argentinos, britânicos, chilenos, chineses, emiradenses, franceses, israelenses, italianos, japoneses, libaneses, peruanos, portugueses, russos, entre outros.
Bolsonaro reuniu-se em novembro com o então Conselheiro de Segurança Nacional dos Estados Unidos, John Bolton, em sua residência no Rio de Janeiro, onde discutiram uma maior aproximação e uma cooperação militar entre os países de ambos, além da crise na Venezuela. Bolton convidou, a pedido do Presidente Donald Trump, Bolsonaro para uma visita de Estado a Washington.
Em dezembro de 2018, Bolsonaro se encontrou com o Primeiro-ministro de Israel, Benjamin Netanyahu, no Rio de Janeiro, a primeira visita de um premier israelense na história. Entre os assuntos tratados estão o reconhecimento de Jerusalém como capital daquele país e a transferência da Embaixada Brasileira de Tel Aviv para Jerusalém, a melhoria das relações entre Brasil e Israel, o investimento de tecnologia israelense em diversos setores, como irrigação, tratamento de água salina e segurança; além de um convite para uma visita de Estado a Israel.
Em 2 de janeiro de 2019 o Ministro das Relações Exteriores, Ernesto Araújo, reuniu-se com o Secretário de Estado dos Estados Unidos, Mike Pompeo, em sua primeira reunião bilateral. Foi tratado a reaproximação das relações entre Brasil e Estados Unidos e a situação da Venezuela. Pompeo declarou que "Brasil e Estados Unidos compartilham valores como democracia, e isso não acontece em muitos países".

## Américas

### Argentina
O presidente argentino, Mauricio Macri, foi o primeiro chefe de estado a fazer uma visita oficial ao Brasil após a posse de Bolsonaro, ele esteve em uma reunião com o presidente brasileiro no Palácio do Planalto onde conversaram sobre o futuro do Mercado Comum do Sul (Mercosul) e sobre a crise na Venezuela. Após a reunião, ambos líderes assinaram um acordo de extradição, que na prática facilita o processo.
Em junho de 2019, Bolsonaro fez sua primeira visita de estado à Argentina, nesta ele se reuniu com Macri na Casa Rosada, onde ambos discutiram as negociações do Mercosul com outros blocos comerciais, reafirmaram compromissos de cooperação na área de energia nuclear, reforçaram a aliança entre a Força Aérea Argentina e a Embraer na construção do cargueiro militar KC-360 e discutiram a possibilidade de construir uma hidrelétrica binacional no Rio Uruguai.
Após a eleição de Alberto Fernández no final de 2019, Bolsonaro e o novo presidente argentino não tiverem contato. Um encontro entre os dois chefes de Estado foi proposto para 15 de janeiro, quando Bolsonaro deveria fazer uma escala em Ushuaia para uma visita a Antártida, mas a viagem foi cancelada. Desde então nenhum contato direto ou indireto foi feito entre os dois. Em 2 de julho de 2020, na 56ª Cúpula de Chefes de Estado do Mercosul, os dois presidentes fizeram o primeiro contato, ainda que virtual e indireto, sete meses após a posse de Alberto Fernández.

### Chile

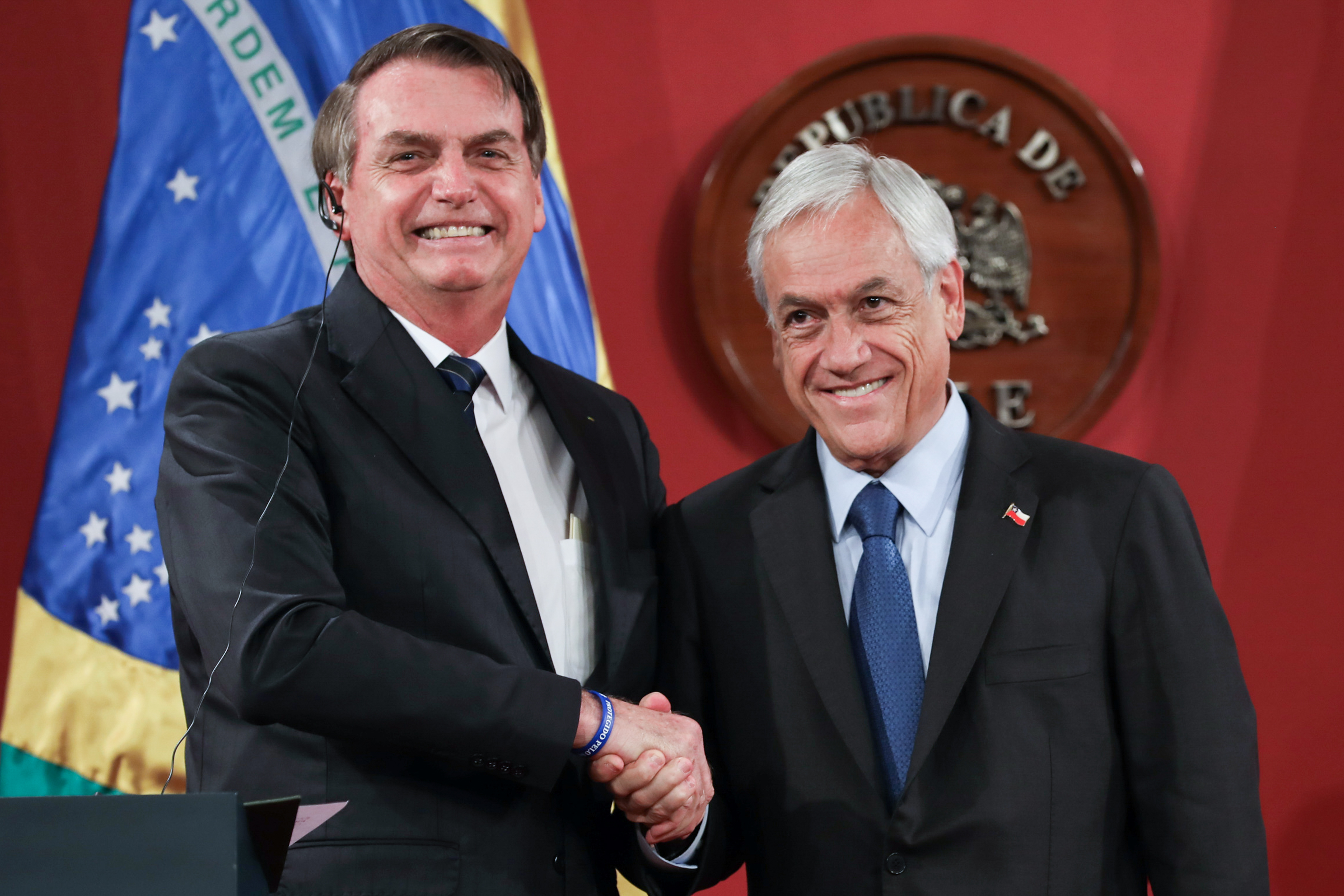
Bolsonaro e Sebastián Piñera em março de 2019 no Palácio La Moneda

No dia 21 de março, Bolsonaro fez sua terceira viagem internacional ao Chile, onde se encontrou com o presidente Sebastián Piñera, que o recebeu para um almoço no Palácio de La Moneda. No entanto, a oposição chilena, que tem maioria no congresso do país, bem como entidades de direitos humanos rejeitaram a visita de Bolsonaro por conta de declarações elogiando o ditador Augusto Pinochet (1915-2006), feitas durante a campanha presidencial. O presidente brasileiro também foi alvo de protestos nas ruas por parte dos chilenos. Alguns manifestantes fizeram barricadas e atearam fogo em objetos.

### Estados Unidos

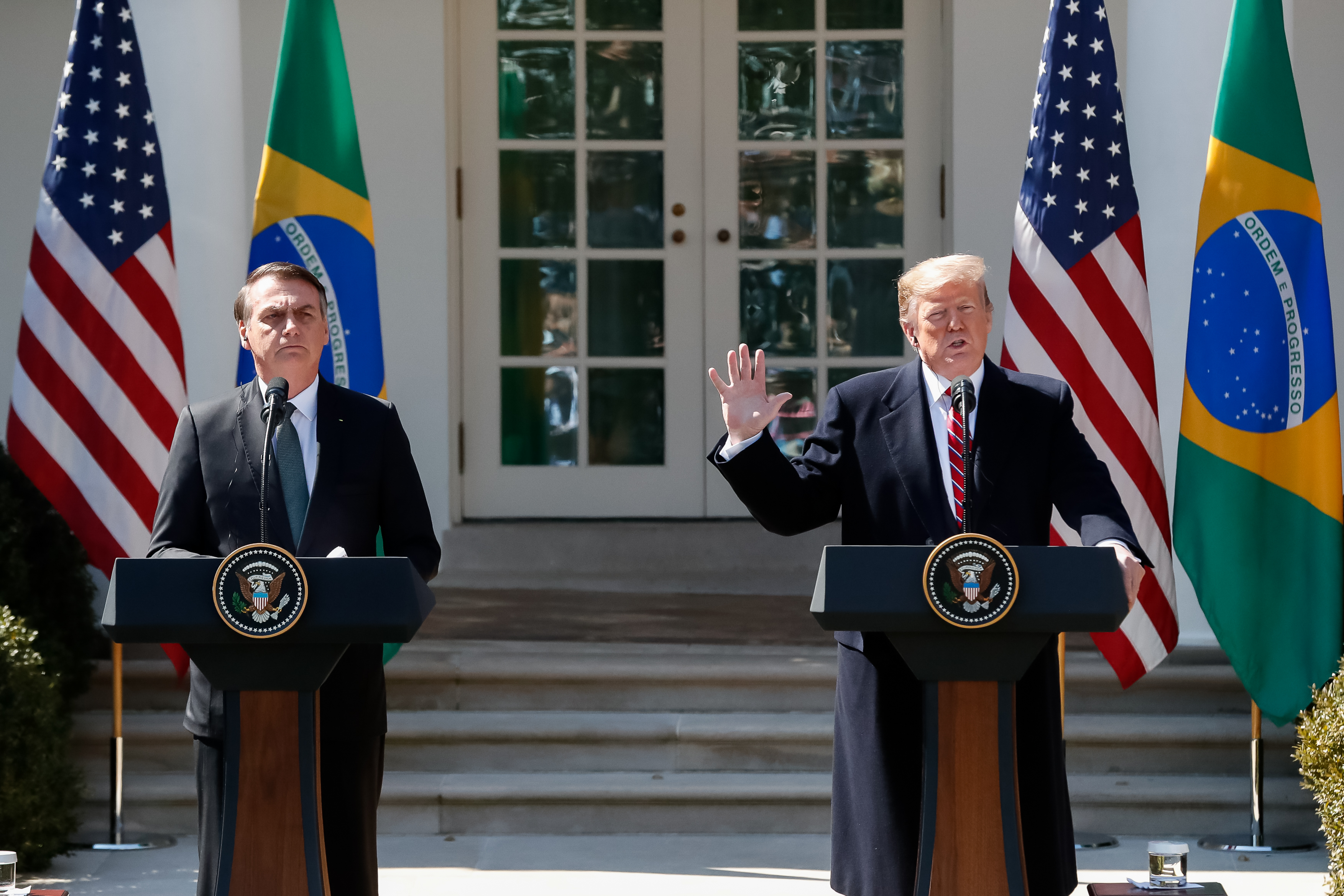
Bolsonaro durante encontro com o Presidente dos Estados Unidos, Donald Trump, em março de 2019 em Washington D.C.

Jair Bolsonaro fez a sua segunda viagem internacional entre os dias 17 e 19 de março para os Estados Unidos e teve o primeiro encontro com o presidente Donald Trump. A viagem do presidente teve a participação de uma comitiva formada por seis ministros, entre eles, Sergio Moro (Justiça), Paulo Guedes (Economia), Augusto Heleno (GSI), Tereza Cristina (Agricultura), Ricardo de Aquino Salles (Meio Ambiente) e Ernesto Araújo (Relações Exteriores). Durante a visita, foi assinado um acordo que prevê troca de informações entre a Polícia Federal e o FBI e outro que cria uma parceria entre a PF e o Departamento de Segurança Interna dos EUA por meio da alfândega e da proteção de fronteiras, também durante a visita, Trump demostrou apoio a entrada do Brasil na OCDE, em troca, o Brasil abriu mão do tratamento especial recebido na Organização Mundial do Comércio.

### Guatemala
Em maio de 2020 o presidente Bolsonaro e o presidente da Guatemala, Alejandro Giammattei trocaram conversas por telefone e ambos combinaram de trocar visitas em breve; algo que nunca aconteceu.
Em 2021, o Brasil ajudou o país da América Central no combate aos seus incêndios florestais e, no mesmo ano, a Guatemala aderiu à Declaração de Consenso de Genebra, uma aliança conservadora liderada pelo Brasil na época.

### Paraguai

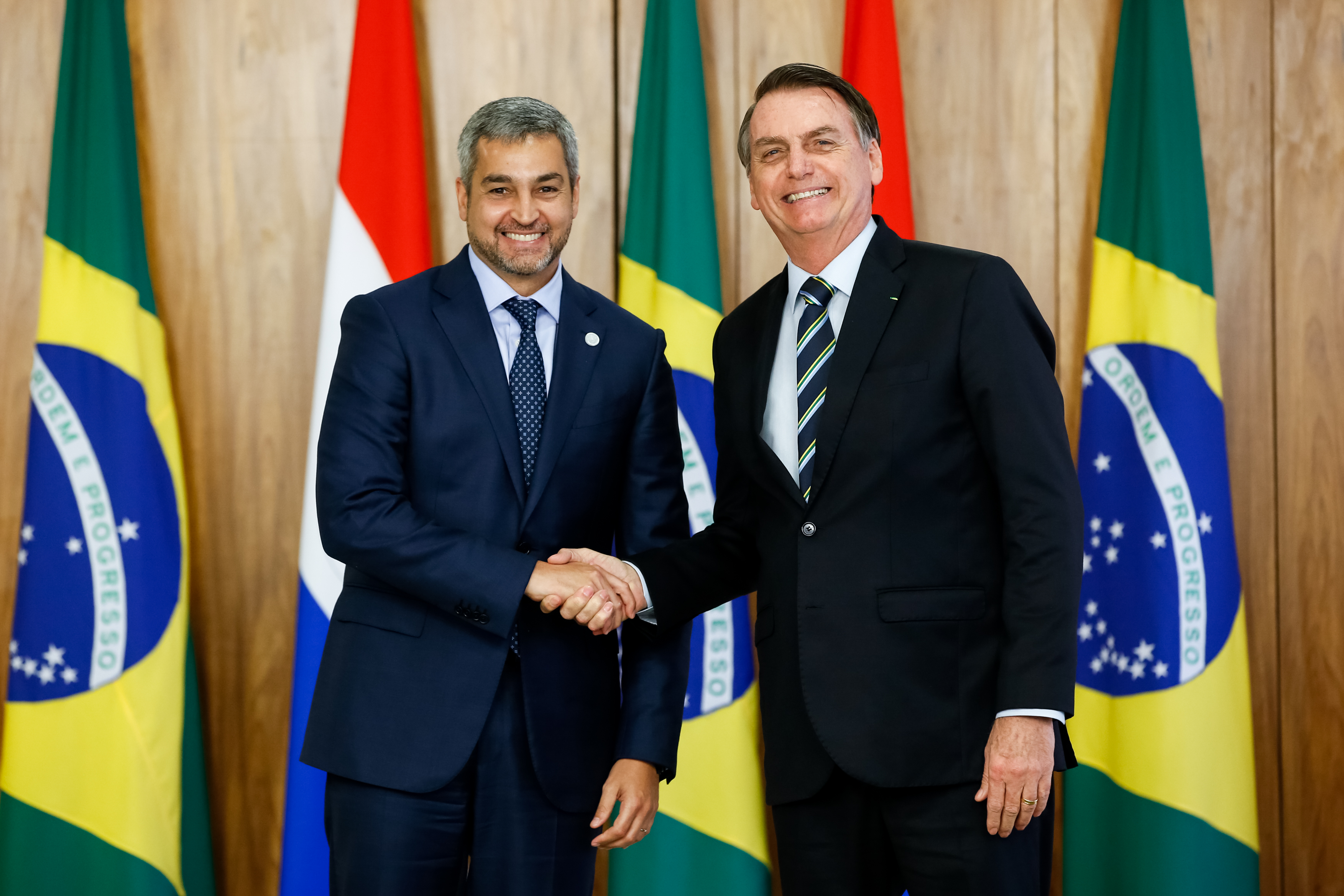
O presidente Mario Abdo Benítez é recebido por Bolsonaro no Palácio do Planalto durante visita de Estado em 2019.

Bolsonaro viajou em 26 de fevereiro para a fronteira com o Paraguai para anunciar, ao lado de seu homólogo, Mario Abdo Benítez, a nomeação das novas autoridades da Hidrelétrica de Itaipu, a que os dois países compartilham no rio Paraná. No discurso, o líder brasileiro fez elogios ao ditador paraguaio Alfredo Stroessner, o homem que controlou o Paraguai com mão de ferro entre 1954 e 1989. A hidrelétrica só foi possível, disse ele, "porque do outro lado havia um homem com visão, um estadista que sabia perfeitamente que seu país, o Paraguai, só poderia continuar progredindo se tivesse energia". O saldo de 35 anos de ditadura foi elevado. Quando um golpe palaciano expulsou Stroessner do poder em 1989, 336 pessoas estavam desaparecidas, 19.862 pessoas haviam sido presas e outras 20.000 haviam sido torturadas. O Governo militar enviou 3.479 paraguaios ao exílio, segundo números da Comissão da Verdade e Justiça, que investigou o passado com a chegada da democracia.
Em visita à Brasília em novembro de 2021, o presidente do Paraguai, Mario Abdo Benítez, disse que Bolsonaro devia uma visita ao povo paraguaio. Na mesma ocasião, no Palácio do Planalto, o presidente brasileiro anunciou que faria a sua primeira visita ao território paraguaio no mês seguinte para lançar a pedra fundamental de uma nova ponte na fronteira entre os dois países. Contudo, no dia 13 de dezembro, o avião presidencial chegou a decolar rumo à cidade paraguaia de Carmelo Peralta, mas teve de retornar devido ao mal tempo na região, impedindo portanto a primeira visita que Bolsonaro faria ao país vizinho.

### Peru

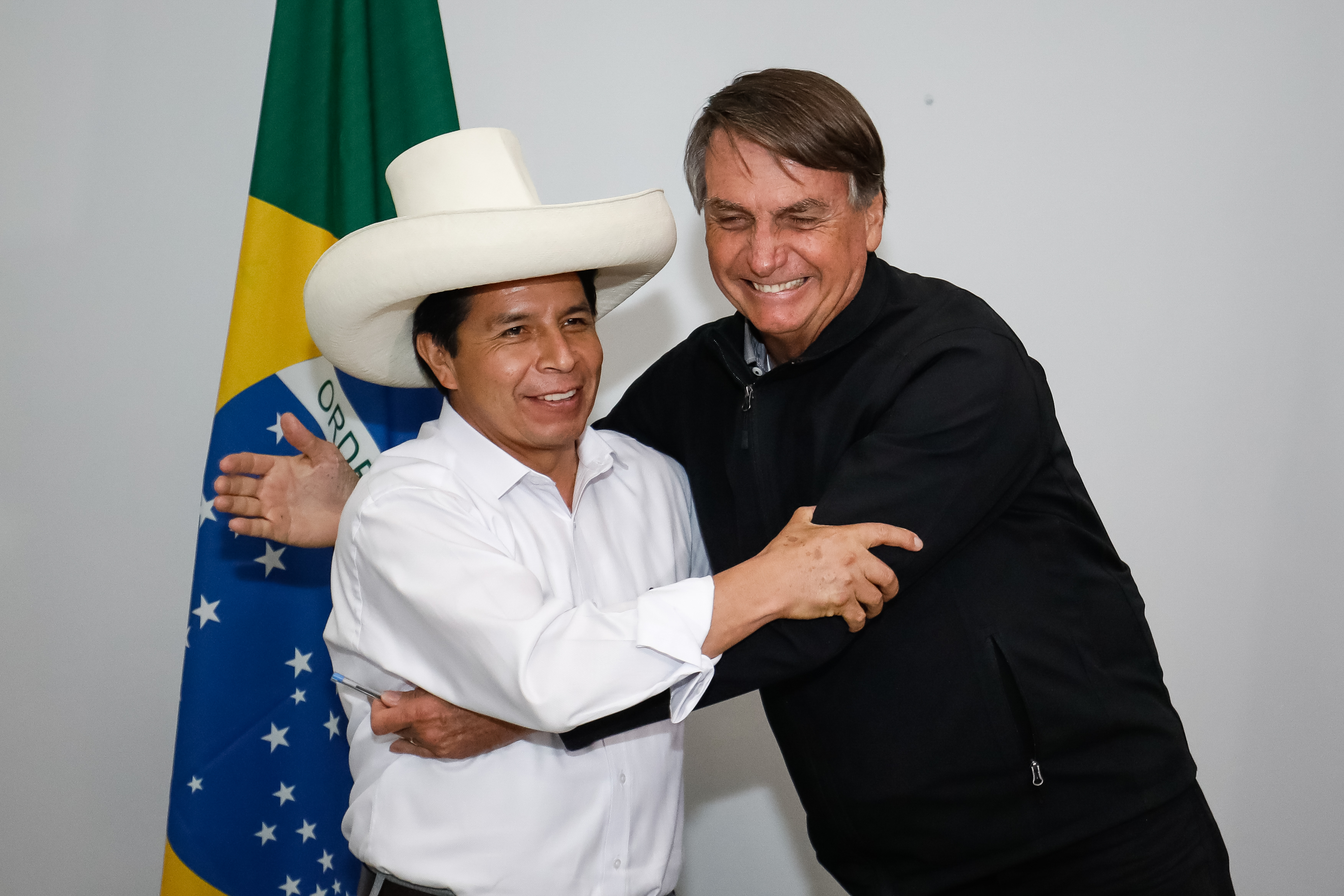
Presidente da República Jair Bolsonaro cumprimenta o Presidente da República do Peru, Pedro Castilho.

As relações do Governo Bolsonaro com o Peru possuem um tom discreto. Em 2019 o então presidente peruano, Martín Vizcarra chegou a aterrissar em Brasília para a posse de Jair Bolsonaro, porém, após problemas internos em seu país, teve de retornar antes do início da cerimônia no Brasil. Mais tarde, Bolsonaro chegou a cogitar ir à Lima para assistir a um jogo de futebol da final da Libertadores, mas desistiu.
Até dezembro de 2021, nenhuma troca de visita de Estado foi feita entre os dois países. Após a eleição do marxista, Pedro Castillo, em 2021, houve um distanciamento ainda maior entre ambas as nações, já que Bolsonaro chegou a lamentar a vitória de Castillo, apesar de o cumprimentar dias depois. O vice-presidente, Hamilton Mourão, esteve representando o Brasil na posse.
Na abertura da Assembleia Geral das Nações Unidas, em setembro de 2021, em Nova Iorque, no momento em que o presidente Jair Bolsonaro discursava, repercutiu internacionalmente o momento em que o presidente peruano, Pedro Castillo, se levantou e deixou a Assembleia. A atitude foi vista como uma afronta de Castillo ao presidente brasileiro.

### Suriname

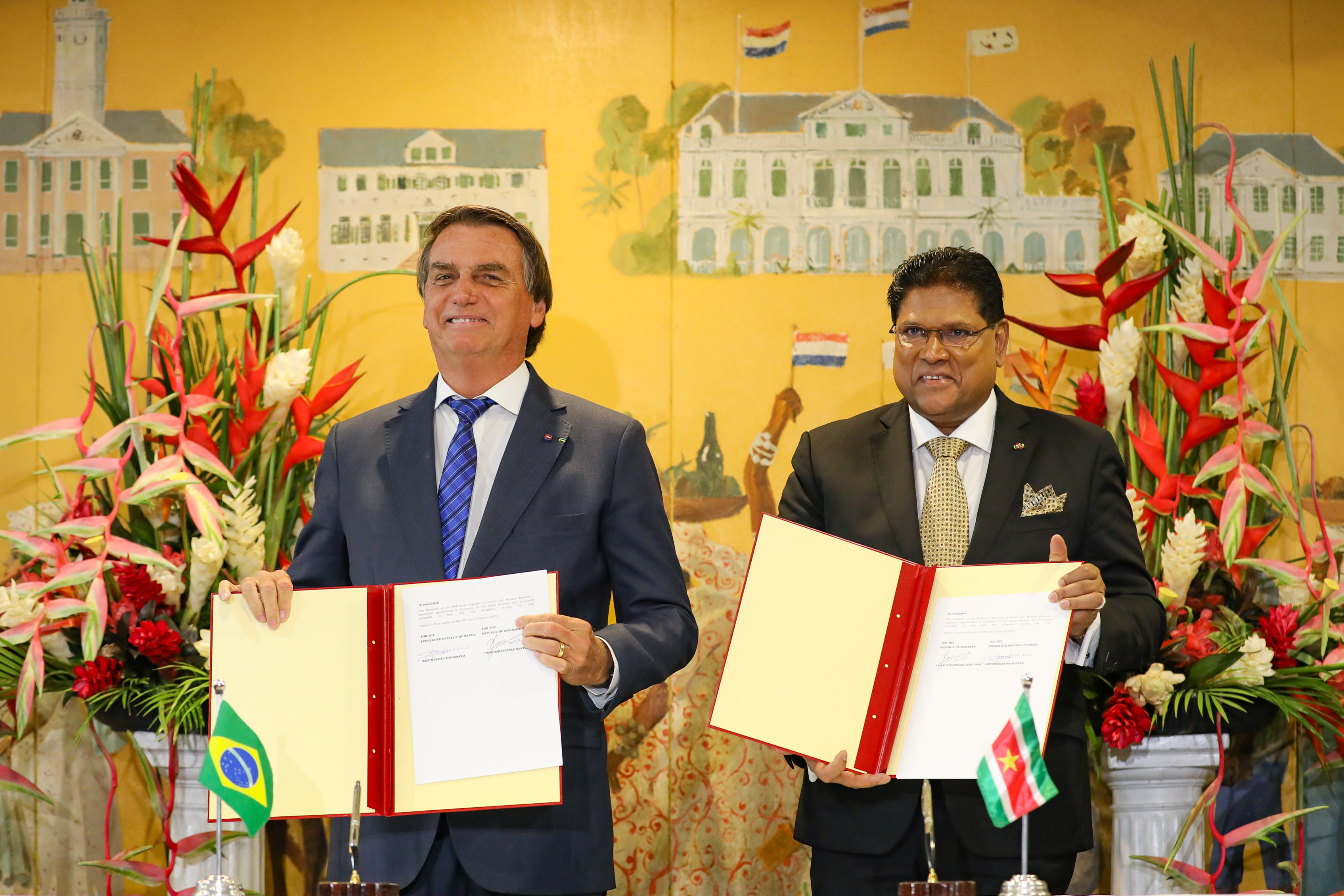
O presidente Jair Bolsonaro e o presidente do Suriname, Chan Santokhi, em Paramaribo.

Em 20 de janeiro de 2022, Jair Bolsonaro se tornou o quarto presidente do Brasil a visitar o Suriname. Ele se reuniu com o presidente Chan Santokhi no palácio presidencial em Paramaribo, capital do país, em sinal de uma aproximação maior com o vizinho sul-americano.
No final da década de 2010, o Suriname descobriu imensas reservas de petróleo e gás natural em sua costa, o que atraiu o olhar de diversos países, incluindo o Brasil. A visita presidencial em 2022 se deu por conta disso. O governo Bolsonaro optou por se aproximar do vizinho na tentativa de reforçar as relações bilaterais em diversos temas, como a exploração de petróleo, a cooperação bilateral em energia elétrica, avanços na agricultura, combate ao tráfico de drogas e melhora na infraestrutura, tendo em vista que, o Suriname é o único país que faz fronteira com o Brasil que não está interligado através de rodovias, o que torna as relações Brasil–Suriname algo distante, apesar de compartilharem 593 quilômetros de fronteira.
Bolsonaro pediu ao presidente Santokhi que priorize a petroleira brasileira, Petrobrás, nas exploração petrolíferas do Suriname, na tentativa de fortalecer o bilateralismo econômico.

### Uruguai
Na Posse de Jair Bolsonaro, em 1º de janeiro de 2019, o presidente Tabaré Vazquez foi um dos líderes que marcaram presença. Desde então, apesar das diferenças ideológicas, ambos os países mantiveram relações cordiais. Em março de 2020, Bolsonaro fez sua primeira visita ao Uruguai para participar da cerimônia de posse do presidente eleito, Luis Lacalle Pou. Por vez, Lacalle Pou escolheu o Brasil como destino de sua primeira viagem internacional em fevereiro de 2021.

### Venezuela

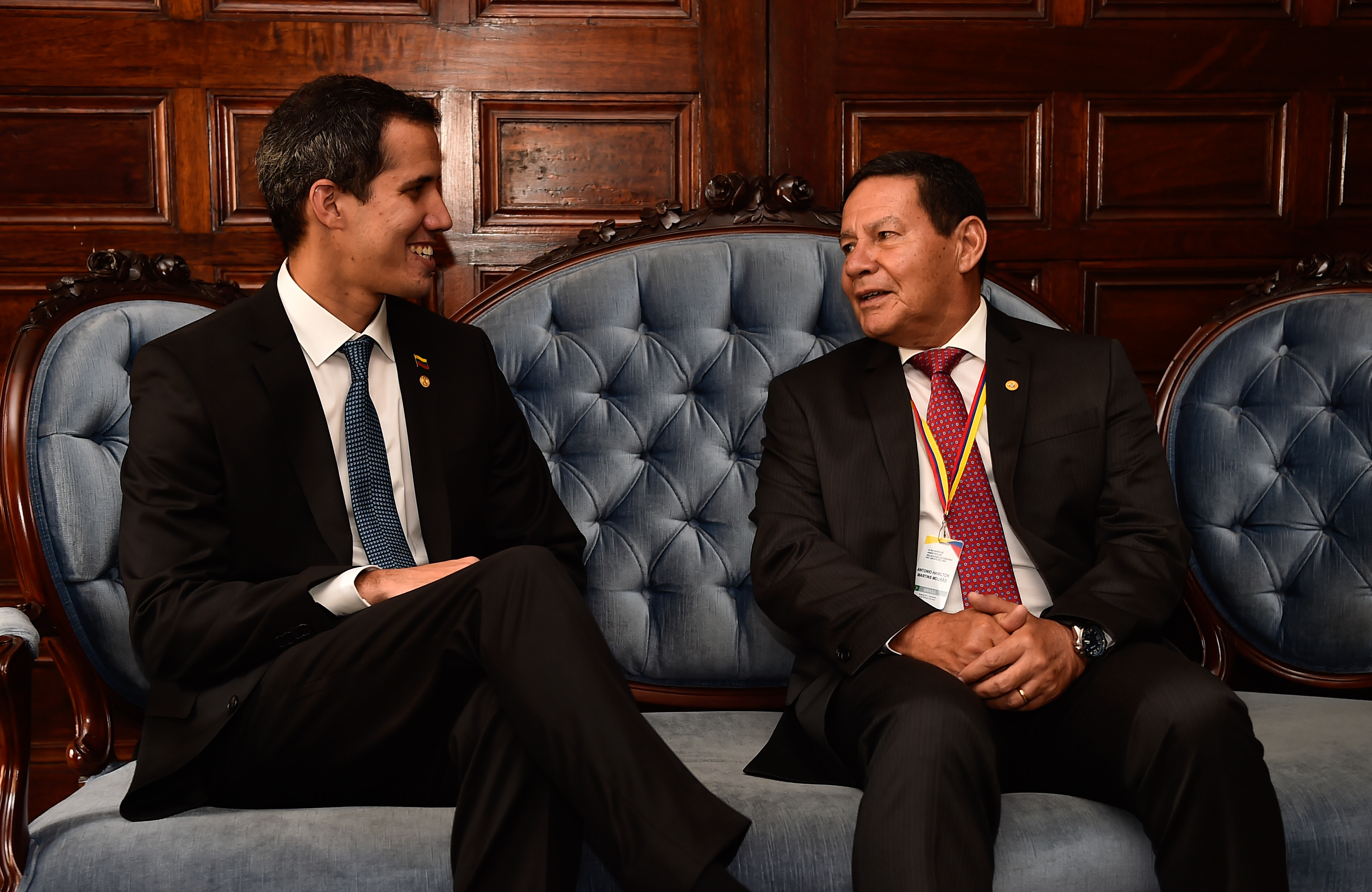
Mourão se reúne com Juan Guaidó durante reunião do Grupo de Lima no Peru em 2019.

Em 4 de janeiro, o ministro das relações exteriores também viajou a Lima, capital do Peru, para uma reunião do Grupo de Lima, que reúne 17 países que buscam uma solução pacífica para a Crise na Venezuela. Essa é a primeira viagem oficial do Chanceler representando o Governo Brasileiro. O governo Bolsonaro declarou em 12 de janeiro de 2019 que reconhece Juan Guaidó, o presidente em exercício da Venezuela nomeado pela Assembleia Nacional, como o presidente legítimo da Venezuela em meio à crise presidencial venezuelana.
Durante um encontro entre Macri e Bolsonaro, a eleição presidencial na Venezuela de 2018 foi considerada ilegítima por ambos os lados, que também não reconheceram Nicolás Maduro como o presidente daquele país. Os dois países se alinham ao Grupo de Lima, que reúne outras 12 nações que declararam não reconhecer o segundo mandato de Maduro, que teve início em 10 de janeiro.
Em 19 de fevereiro, foi anunciado que o governo brasileiro mobilizou uma força-tarefa de ministérios para enviar ajuda humanitária para a Venezuela, a pedido do autodeclarado presidente do país, Juan Guaidó. Os alimentos e medicamentos seriam levados até a cidade de Boa Vista e Pacaraima, em Roraima. Os próprios venezuelanos teriam de cruzar a fronteira para buscar os produtos. No dia 22, um avião da Força Aérea Brasileira que chegou em Boa Vista. A aeronave carregava 23 toneladas de leite em pó e 500 kits de primeiros socorros. A previsão era fazer com que os suprimentos chegassem no dia seguinte em Pacaraima, na fronteira com a Venezuela. No dia anterior, em meio à crise presidencial, o presidente venezuelano Nicolás Maduro havia fechado a fronteira Brasil–Venezuela para impedir que a ajuda humanitária internacional, inclusive a brasileira, chegasse ao país por terra. O porta-voz da presidência, Otávio Rêgo Barros, disse que o Brasil manterá a ajuda humanitária à Venezuela da mesma forma. Afirmou também que "[...] a operação brasileira tem caráter exclusivamente de ajuda humanitária, não havendo qualquer interesse do nosso país no emprego de qualquer outra frente neste momento”, fazendo uma alusão a rumores sobre uma possível intervenção militar.

## Ásia

### China

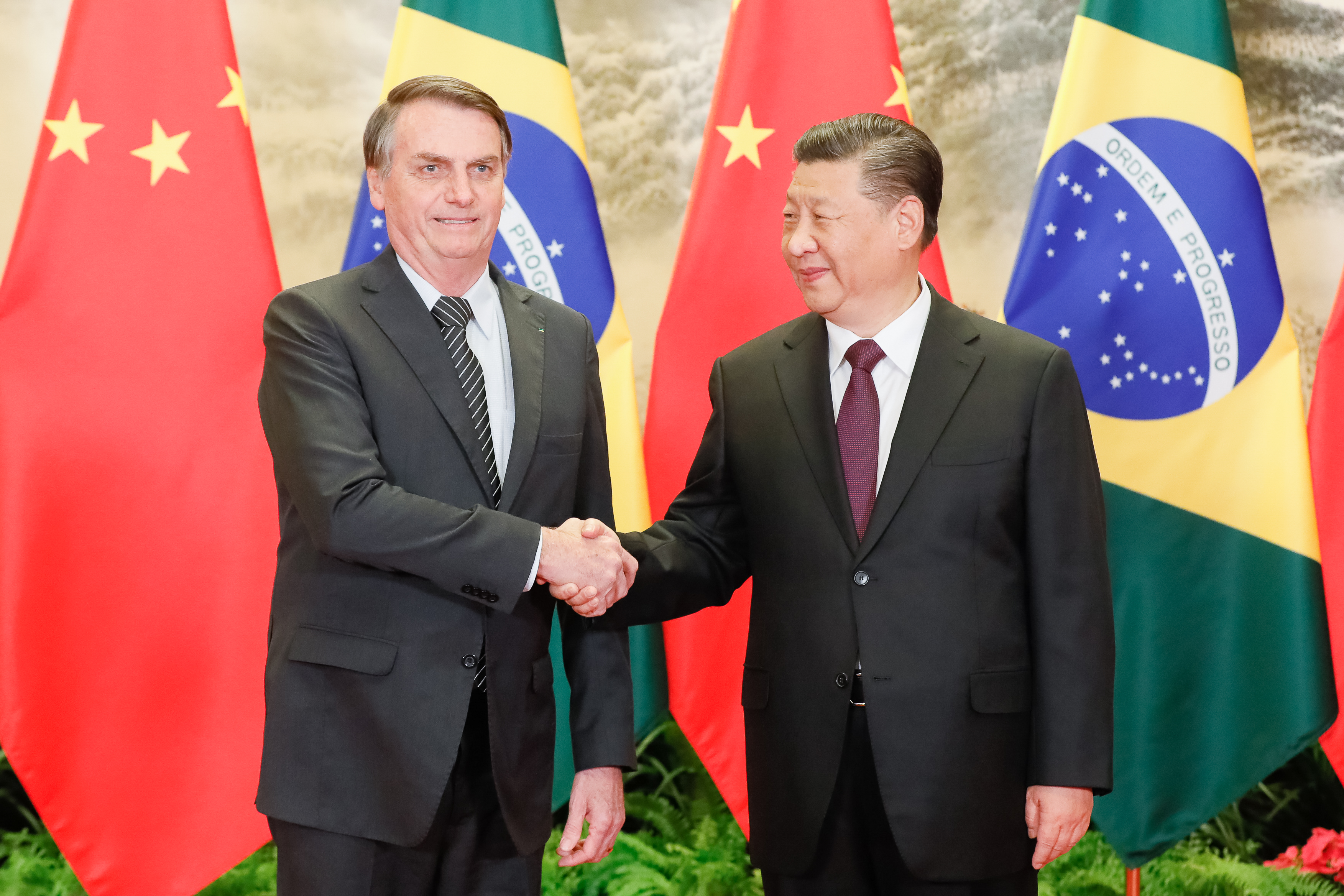
Bolsonaro ao lado do presidente chinês, Xi Jinping, durante visita oficial ao país em outubro de 2019.

Entre os dias 24 e 25 de outubro de 2019, Bolsonaro fez uma visita de Estado à República Popular da China. O presidente brasileiro participou de um fórum de negócios com empresários chineses e destacou que pretende diversificar as relações do país com a China. No dia 25 de outubro, ele se reuniu com o presidente chinês, Xi Jimping, e assinou oito acordos bilaterais sobre agropecuária, energia, educação e infraestrutura, um deles estabelece os requisitos sanitários para a exportação de carne bovina termoprocessada brasileira à China, este é considerado o principal protocolo firmado na viagem, tendo em vista que no ano anterior a visita de Bolsonaro à China, o Brasil exportou 557 milhões de dólares em carne bovina processada ao mercado chinês. De acordo com grande parte da imprensa, nesta viagem Bolsonaro mudou o discurso utilizado em sua campanha eleitoral em relação ao país e se mostrou pragmático ao defender uma maior aproximação econômica com a China.

### Israel

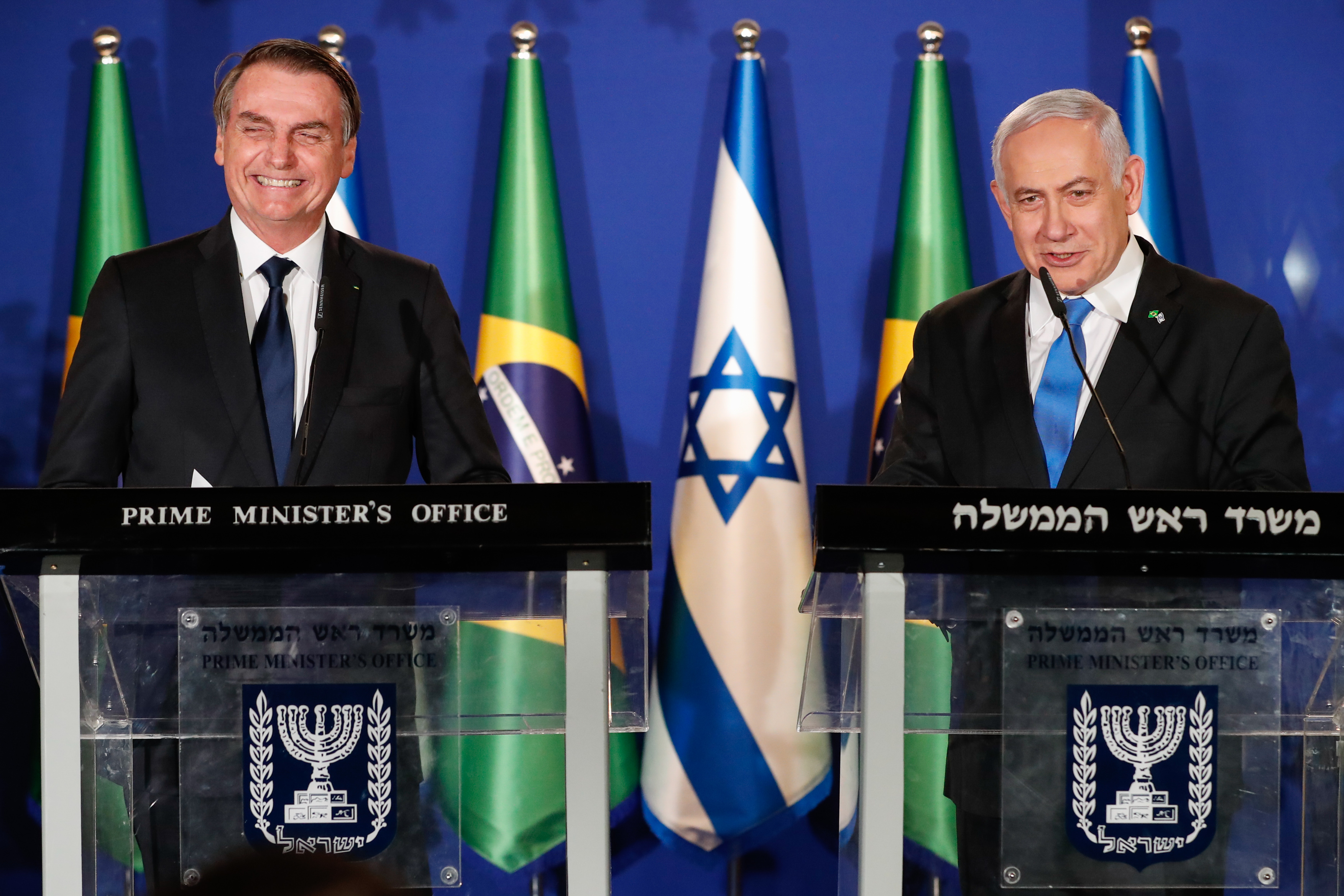
Bolsonaro e o primeiro-ministro de Israel, Benjamin Netanyahu, durante um encontro em 31 de março de 2019.

Entre 31 de março e 3 de abril, Bolsonaro fez uma visita oficial ao Estado de Israel. Bolsonaro reiterou que o Brasil também tem muito a oferecer a Israel e abriu caminho para a cooperação na exploração conjunta de abundantes riquezas naturais brasileiras, como o nióbio − usado para tornar o aço mais resistente à corrosão − e o grafeno, um material do qual se esperam usos revolucionários para impulsionar o desenvolvimento tecnológico. "Temos a segunda maior reserva do mundo de grafeno. Essa maravilha movimentará um trilhão de dólares [3,86 trilhões de reais] na próxima década", disse Bolsonaro aos empresários. No fim da visita, o presidente visitou o Museu do Holocausto, o Yad Vashem, onde percorreu uma exposição de fotografias sobre o extermínio e rendeu homenagem aos mais de seis milhões de judeus assassinados pelo regime nazista durante a Segunda Guerra Mundial. O museu foi o último compromisso na viagem de Bolsonaro, na qual anunciou a criação de um escritório de negócios em Jerusalém (em vez de uma embaixada como prometera na campanha) e se tornou o primeiro chefe de Estado a visitar, acompanhado de um primeiro-ministro israelense, o Muro das Lamentações, em Jerusalém Oriental. Esse gesto, evitado durante décadas por outros mandatários e condenado pela Autoridade Palestina, pode ser interpretado como o reconhecimento tácito da soberania israelense sobre Jerusalém.

## Europa

### Acordo com a União Europeia

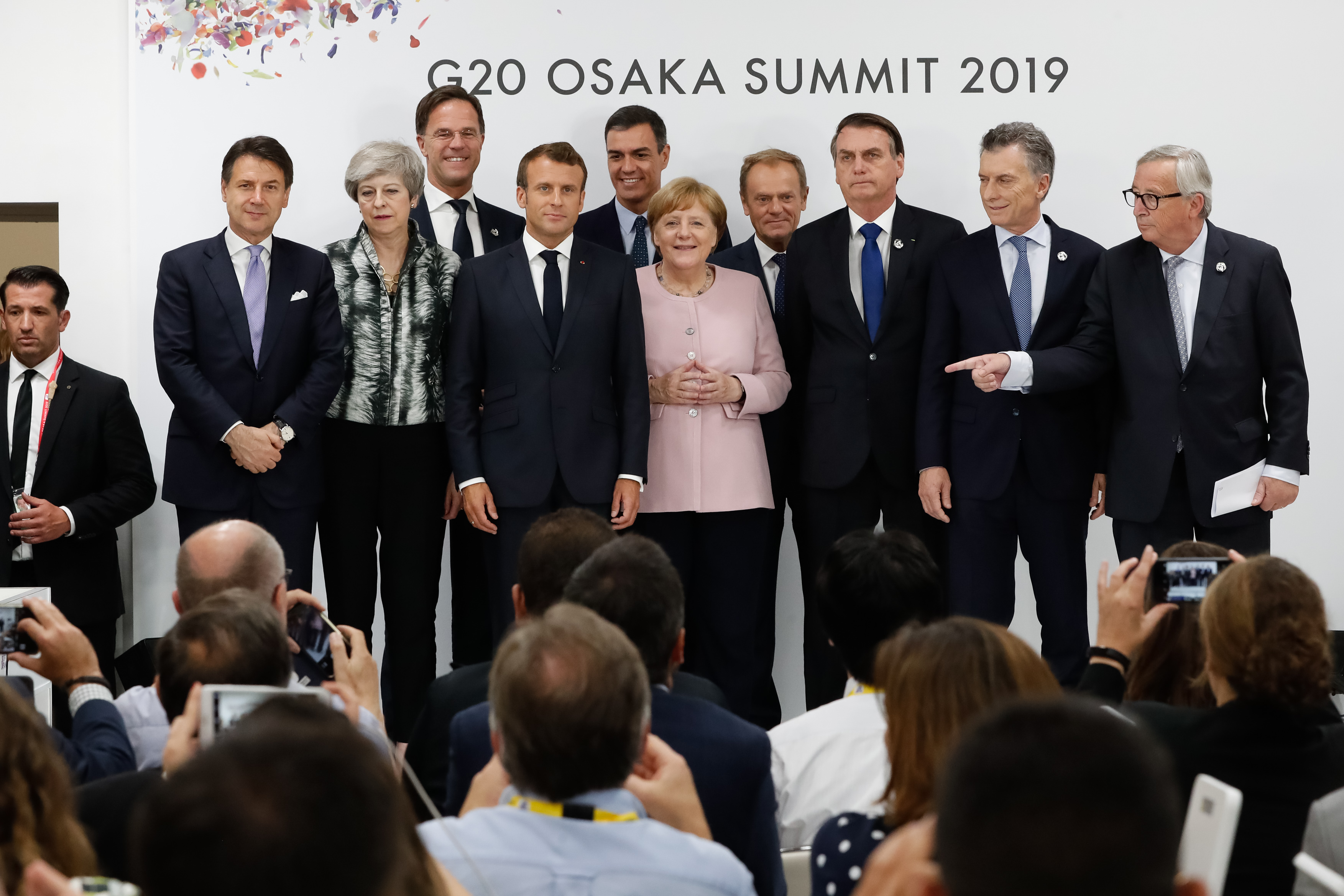
Conferência de imprensa após a reunião que discutiu o acordo da União Europeia com o Mercosul.

No dia 28 de junho, a equipe do governo responsável pela negociação de acordos internacionais, na véspera da 14.ª reunião de cúpula do G20, colaborou com a efetivação do tratado entre o Mercosul e a União Europeia, em Bruxelas. O acordo passava por tentativas inconclusivas de negociação desde 1999 e a equipe escolhida para representar os interesses do governo e que efetivou as negociações foi formada por Paulo Guedes, Tereza Cristina, o chanceler Ernesto Araújo (respectivamente chefiando os ministérios da Economia, Fazenda e Relações Exteriores), assim como o secretário especial de Comércio Exterior do Ministério da Economia, Marcos Troyjo. Durante os 20 anos de tentativas, o progresso do acordo permaneceu relativamente estagnado até 2010, quando as negociações foram relançadas.
O Brasil, assim como os demais países signatários do acordo se comprometeram a implementar e cumprir o acordo climático de Paris, que prevê limites à emissão de gases do efeito estufa, um suporte financeiro de países ricos aos mais pobres a se adaptarem às mudanças climáticas e a adoção de energias renováveis. Com o tratado anunciado, agora o texto do acordo seguirá para revisão técnica e tradução pelas partes e, então, encaminhado para as devidas assinaturas dos representantes. O Palácio do Planalto então encaminhará o texto à apreciação do congresso brasileiro, assim como o Conselho Europeu o enviará ao Parlamento para aprovação.

### Acordo com o EFTA
No dia 23 de agosto, o presidente Jair Bolsonaro informou por meio de uma rede social que o Mercosul e a Associação Europeia de Livre Comércio (EFTA, em inglês) haviam concluído as negociações para um acordo de livre comércio, ele chamou a assinatura do acordo de "grande vitória de nossa diplomacia de abertura comercial" e ressaltou que a EFTA tem PIB de 1,1 trilhão de dólares e é, de acordo com Bolsonaro, o “9° maior ator comercial do mundo”.
Este tratado de livre-comércio não altera ou substitui o tratado assinado com a UE já que ambos são blocos diferentes, porém, este tratado também envolve reduções tarifárias, regras de origem, investimentos, desenvolvimento sustentável e barreiras técnicas. O Itamaraty calcula que o acordo resultará no aumento de US$ 5,5 bilhões nas exportações do Brasil ao longo de 15 anos. Antes do tratado entrar em vigor ele precisa ser aprovado pelos parlamentos de todos os países de ambos blocos comerciais.

### França
Especulações sobre desavenças entre Macron e Bolsonaro vieram à tona na cúpula do G20, em Osaka, Japão, no final de junho de 2019, após o presidente francês ameaçar não assinar o acordo de livre comércio entre a UE e o Mercosul se Bolsonaro abandonasse o Acordo de Paris sobre o clima. Posteriormente, os líderes se encontraram e Bolsonaro teria convidado Macron visitar a Amazônia e ver de perto o que vinha sendo feito, segundo ele, para a preservação da região, e garantiu que não deixaria o pacto ambiental.

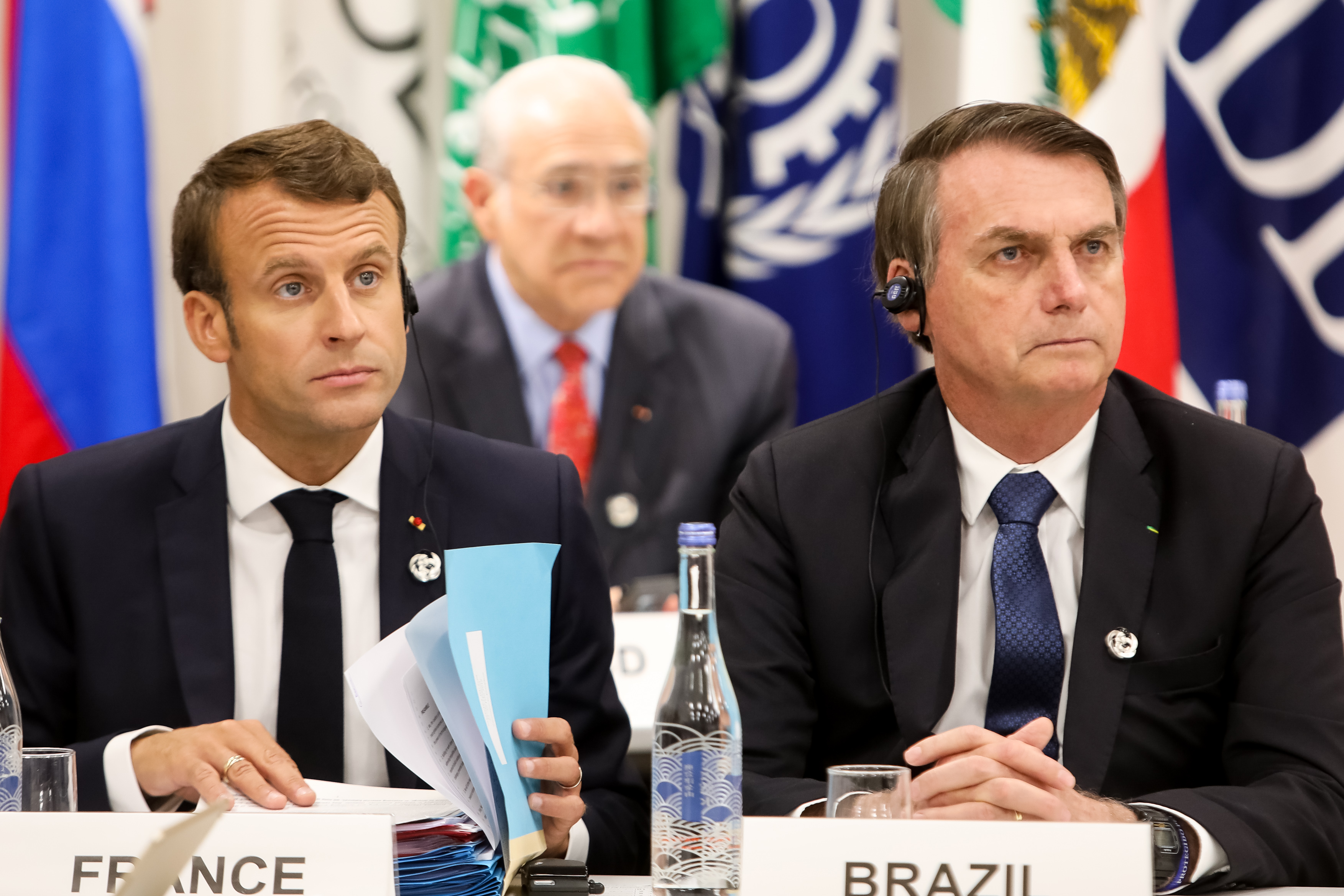
O presidente francês, Emmanuel Macron (esquerda), classificou os incêndios florestais como uma "crise internacional".

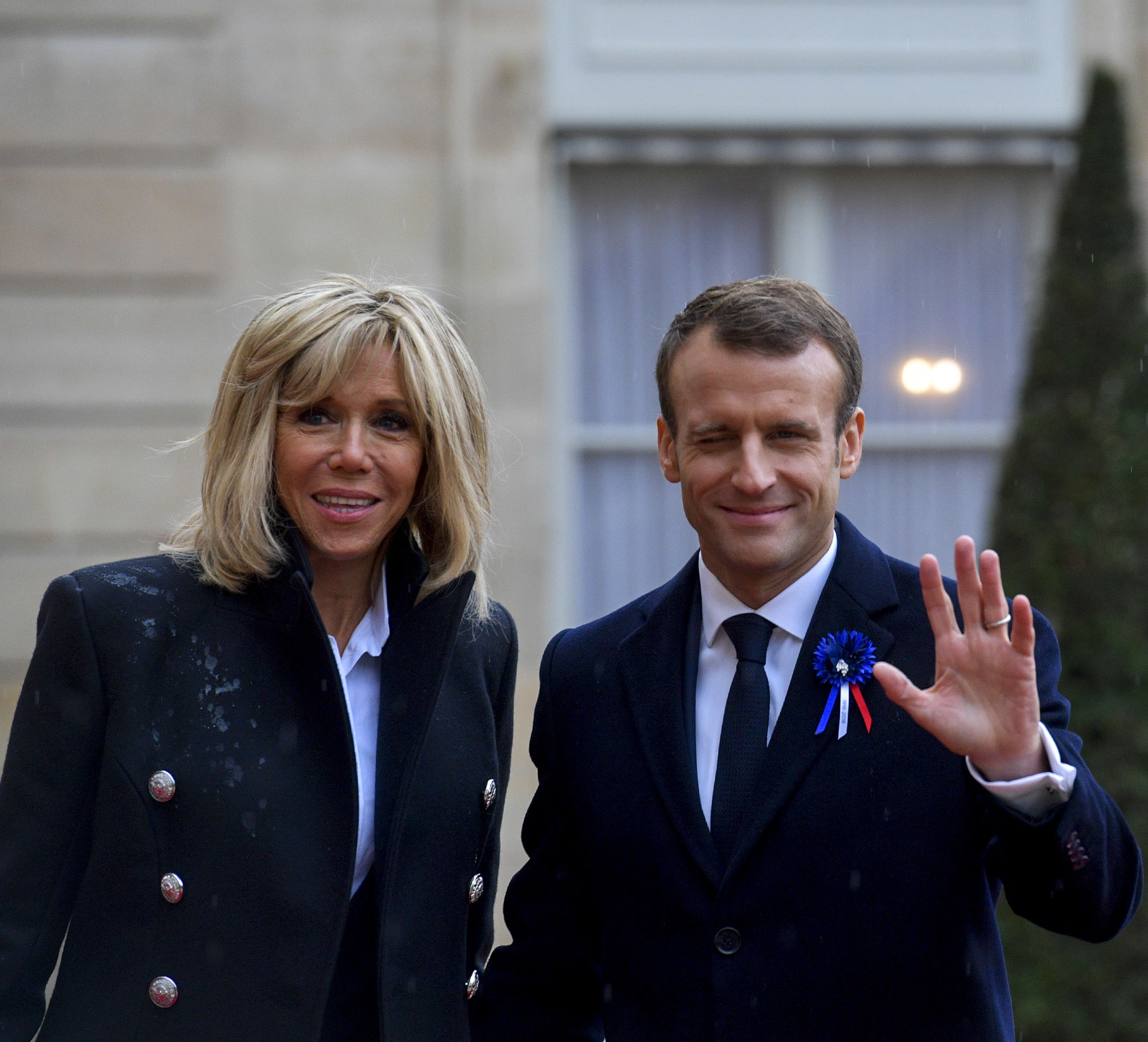
Brigitte Macron ao lado de Emmanuel Macron em novembro de 2018.

Cerca de um mês após a reunião do G20, no entanto, Bolsonaro cancelou uma reunião de 30 minutos que teria com o chanceler francês Jean-Yves Le Drian em Brasília. Segundo o Itamaraty, o encontro teria sido cancelado por "problemas de agenda" do presidente da República, mas, na hora em que a reunião deveria acontecer, Bolsonaro estava cortando o cabelo, enquanto transmitia ao vivo pelas redes sociais presidenciais. O presidente depois alegou que não se reuniu com o chanceler francês porque Le Drian teve encontros com representantes da oposição e de ONGs brasileiras. Alguns dias depois, Le Drian ironizou a "emergência capilar" do presidente brasileiro.
No dia 22 de agosto, Macron postou em sua conta do Twitter uma mensagem sobre os incêndios na Amazônia onde pedia que os países do G7 pusessem essa "crise internacional" na pauta do encontro. Ele também usou uma foto antiga de uma queimada na Amazônia, tirada pelo fotojornalista Loren McIntyre, morto em 2003. Bolsonaro aproveitou a imagem anacrônica para lamentar que Macron buscasse "instrumentalizar" uma questão interna do Brasil para "ganhos pessoais" e afirmar que o "tom sensacionalista" adotado por Paris "não contribui em nada para a solução do problema amazônico" e evoca "mentalidade colonialista descabida no século XXI". Em resposta, Macron acusou Bolsonaro de mentir quando lhe disse na cúpula do G20 que estava comprometido com o Acordo de Paris e afirmou que seria contrário ao acordo entre União Europeia (UE) e Mercosul caso o governo brasileiro não mudasse sua política ambiental. Bolsonaro "lamentou" que um "chefe de Estado como o da França" tenha chamado o presidente brasileiro de "mentiroso", afirmando que não é o governo brasileiro que "divulga fotos do século passado para potencializar o ódio contra o Brasil por mera vaidade".

#### Brigitte Macron
No final de agosto, um dos seguidores da página de Bolsonaro no Facebook postou uma montagem com duas fotos, uma com Emmanuel Macron e sua esposa, Brigitte, e outra de Bolsonaro e Michelle, em uma publicação que o presidente brasileiro havia feito sobre as queimadas. "Entende agora pq Macron persegue Bolsonaro?", escreveu o seguidor. A página oficial de Bolsonaro então respondeu com a mensagem: "não humilha cara. kkkk". Posteriormente, a resposta foi apagada, mas membros do Governo Bolsonaro, como Renzo Gracie e Paulo Guedes, também questionaram a aparência de Brigitte. As declarações causaram repercussão negativa e impulsionaram a campanha online #DesculpaBrigitte, pela qual a primeira-dama francesa prestou agradecimentos públicos. O incidente foi a maior crise diplomática entre os dois países desde a Guerra da Lagosta nos anos 1960. Em uma entrevista durante a reunião do G7, Macron disse que o comentário de Bolsonaro sobre sua mulher foi "extremamente desrespeitoso", além de "triste" e uma "vergonha" para as mulheres brasileiras. Ele disse que "respeita" os brasileiros, mas que espera que "eles tenham muito rapidamente um presidente que se comporte à altura" do cargo.

### Itália

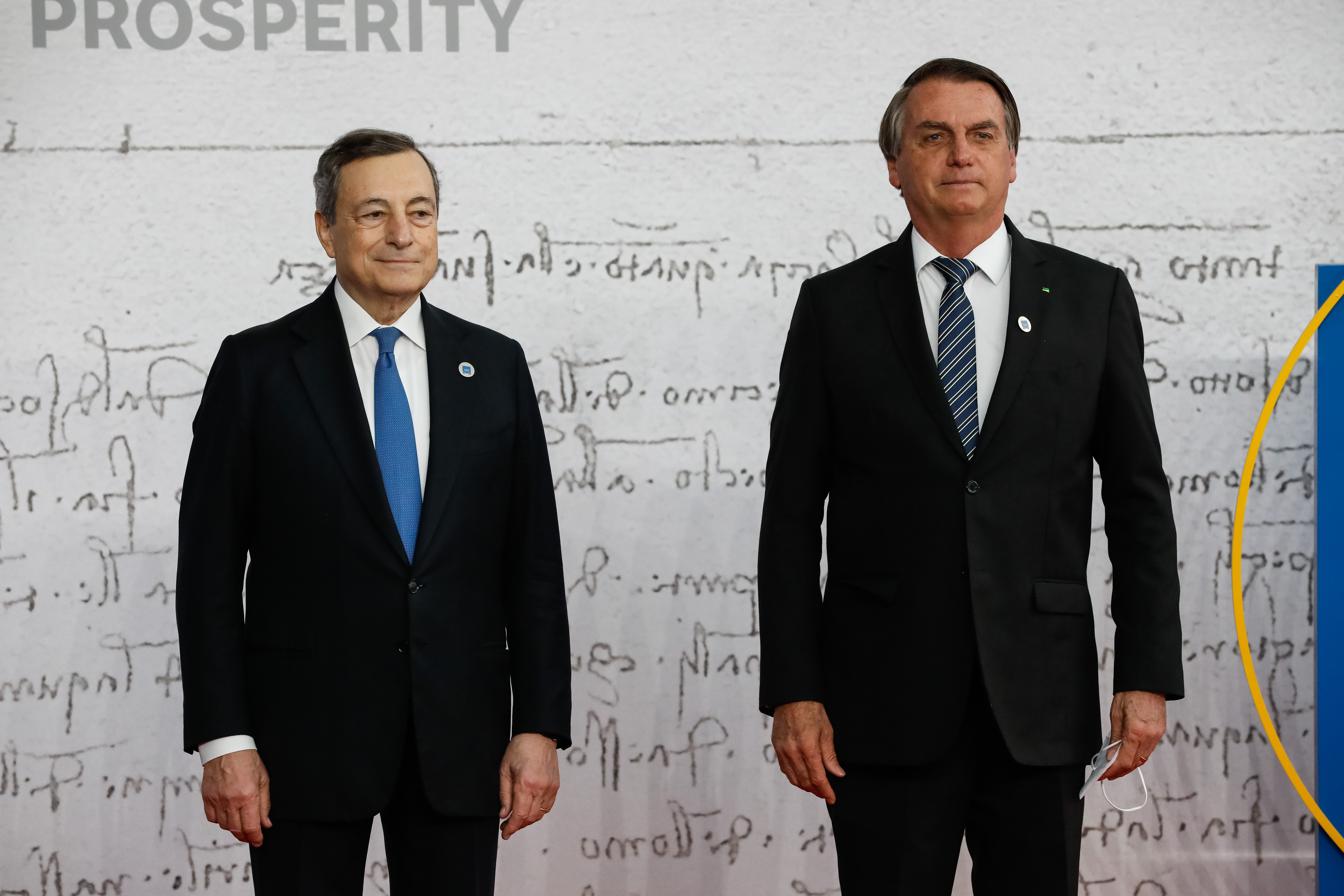
Presidente da República, Jair Bolsonaro é recebido pelo Primeiro-Ministro italiano, Mario Draghi.

O ex-militante da organização Proletários Armados pelo Comunismo e terrorista italiano, Cesare Battisti, estava foragido desde dezembro de 2018 após ter sua extradição do Brasil autorizada pelo então presidente brasileiro, Michel Temer, quando foi detido na cidade de Santa Cruz de la Sierra na Bolívia no dia 13 de janeiro de 2019 por agentes italianos e brasileiros. O plano inicial incluía um retorno de Battisti ao Brasil em um avião da Polícia Federal (rumo a Itália) , o governo brasileiro chegou a enviar uma avião a Bolívia mas a negociação entre os governos boliviano e italiano permitiu a expulsão rápida de Battisti do país, tendo ele chegado em Roma no dia 14 de janeiro.
O presidente brasileiro, Jair Bolsonaro, comemorou a prisão e escreveu em uma rede social: "Finalmente a justiça será feita ao assassino italiano e companheiro de ideais de um dos governos mais corruptos que já existiram no mundo (PT)", o então ministro do Interior e vice-primeiro-ministro italiano, Matteo Salvini, agradeceu o trabalho das forças italianas e estrangeiras que colaboraram para a captura de Battisti, tendo também escrito em uma rede social: “um delinquente que não merece uma vida cômoda na praia, mas sim terminar seus dias na cadeia”. Bolsonaro recebeu um telefonema de Matteo Salvini, para agradecer o “empenho do Brasil em solucionar o caso Battisti", Salvini havia dito que a extradição de Battisti “não teria se concretizado” sem a “intervenção” do presidente brasileiro.

## Organizações internacionais

### Mercosul

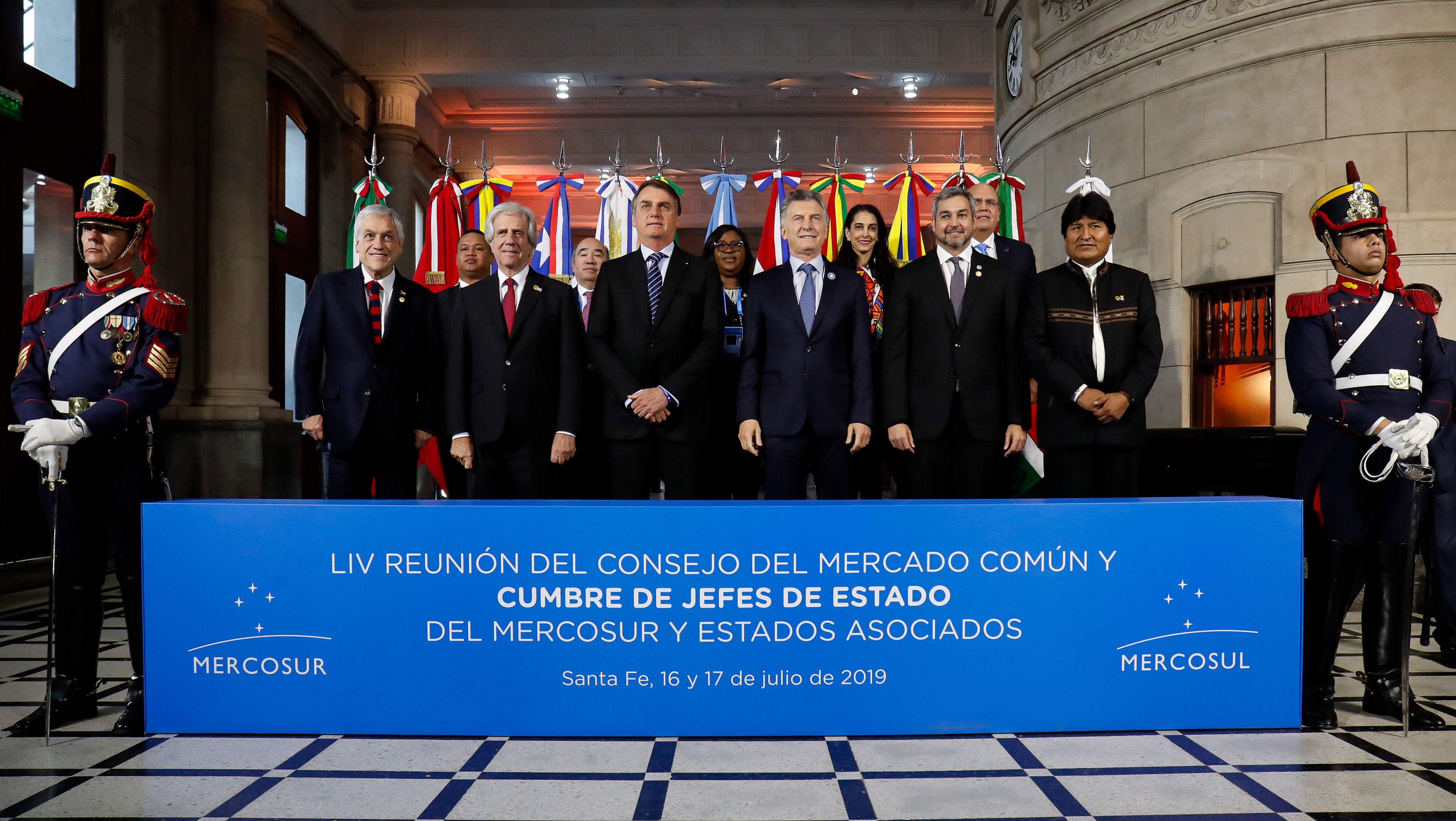
Presidente da República Jair Bolsonaro posa para foto com os demais Chefes de Estado e de Governo do Mercosul.

Após a eleição de Bolsonaro, Paulo Guedes, anunciado pelo então presidente eleito como ministro da economia, disse em entrevista que o Mercosul não seria prioridade no governo Jair Bolsonaro, segundo ele, o Brasil ficou "prisioneiro de alianças ideológicas", o que é ruim para a economia. De acordo com a BBC News Brasil, Bolsonaro suavizou seu discurso em relação ao Mercosul após a conclusão da negociação do tratado de livre-comércio entre Mercosul e União Europeia.
Em 17 de julho de 2019, Bolsonaro fez sua terceira viagem presidencial na América do Sul, na qual ele visitou a cidade de Santa Fé, na Argentina, onde participou da 54.ª Cúpula do Mercosul, nela Bolsonaro assumiu a presidência rotativa Pro-tempore do bloco e se reuniu com os chefes de estado dos países-membros além dos chefes de estado do Chile e da Bolívia que participaram como estados associados. Na reunião, todos os países membros do bloco anunciaram o fim da cobrança do roaming telefônico, ou seja, o pagamento adicional pelo uso de dados e ligações no exterior e falaram sobre a situação da Venezuela, que está suspensa do Mercosul desde 2016 por "ruptura da ordem democrática" durante o governo de Nicolás Maduro.

### Unasul e Prosul
Bolsonaro junto com outros líderes regionais lançaram o organismo regional Prosul, que deve ocupar o lugar da União de Nações Sul-Americanas (Unasul), que teve respaldo dos ex-presidentes Lula da Silva e de Hugo Chávez, entre outros políticos de centro-esquerda. Em 15 de abril, a saída do Brasil da Unasul foi formalizada, em decisão confirmada pelo próprio Bolsonaro em seu Twitter. Porém, pelas regras internacionais, o país precisou se manter por mais seis meses no bloco.

## Eventos internacionais

### Fórum Econômico Mundial
Jair Bolsonaro fez sua primeira viagem oficial para o Fórum Econômico Mundial em Davos na Suíça entre os dias 22 e 25 de janeiro. O tema do ano foi "Globalização 4.0: Moldando uma arquitetura global na era da quarta revolução industrial" e contou com a presença de 250 autoridades do G20 e de outros países. O discurso de Bolsonaro em Davos, o primeiro em um evento fora do país, teve duração de pouco mais de seis minutos, tempo menor que o de seus antecessores (Lula, Dilma e Temer), que falaram mais de 25 minutos. O discurso também não contou com a menção sobre a reforma da previdência, que era um dos temas mais esperados do Brasil no evento. Outro episódio que envolveu Bolsonaro em Davos foi o cancelamento da entrevista específica da equipe brasileira à imprensa internacional, que gerou surpresa entre os repórteres presentes e participantes do evento. Um ponto positivo da participação brasileira em Davos, segundo investidores, foi a participação do ministro da Economia, Paulo Guedes, que deu informações sobre os caminhos que a equipe pretende tomar sobre o país.

### G20

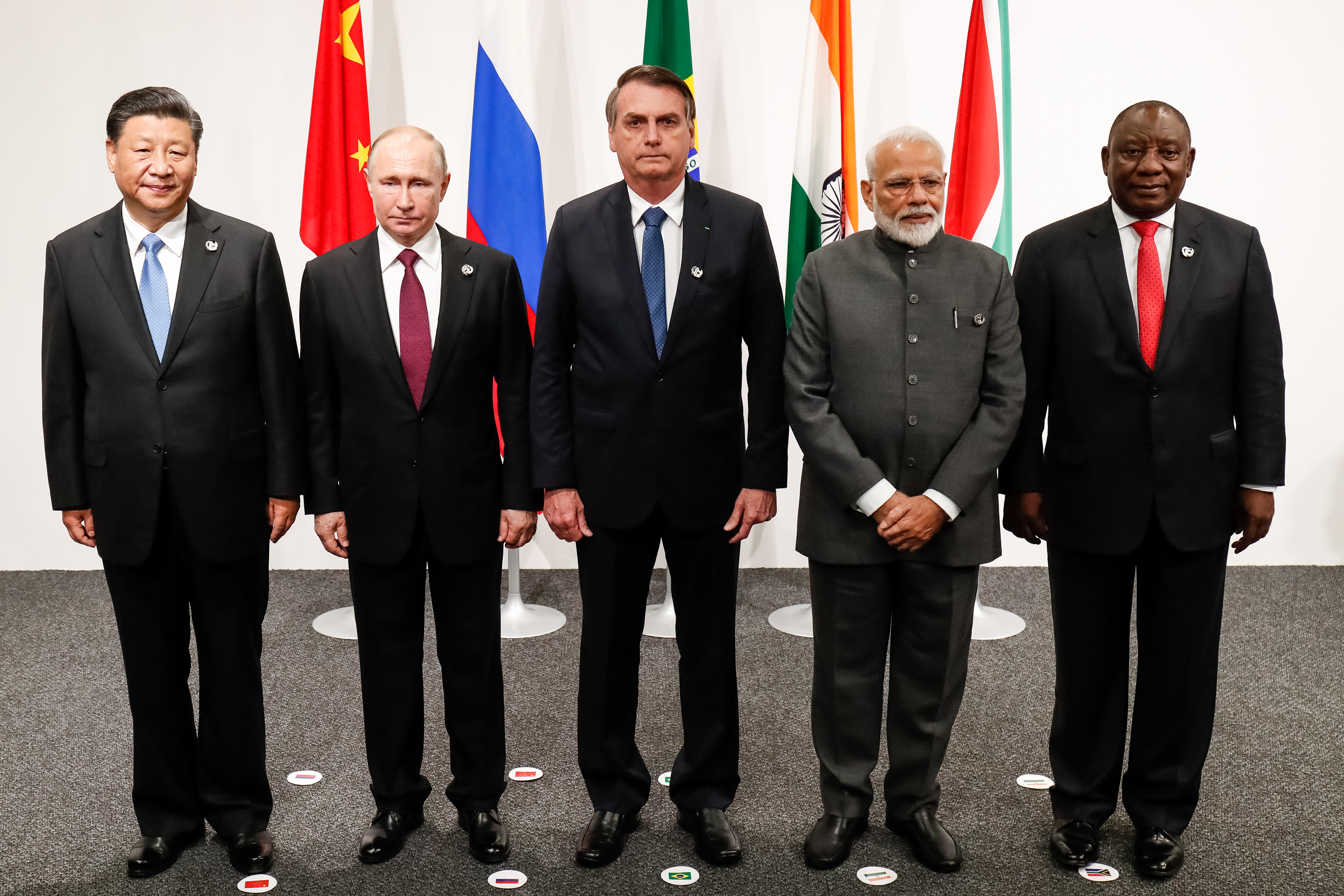
Bolsonaro com os líderes dos BRICS durante a 14.ª reunião de cúpula do G20.

Bolsonaro representou o Brasil na 14.ª reunião de cúpula do G20 em Osaka, no Japão, realizada entre 28 e 29 de junho de 2019. Ao chegar do encontro, o presidente avaliou que teve sua "missão cumprida" e lembrou o anúncio do acordo comercial entre União Europeia e Mercosul, negociado ao longo de 20 anos. Entre as principais reuniões de Bolsonaro, estiveram os encontros com o presidente da França, Emmanuel Macron, e a com a chanceler alemã, Angela Merkel, para quem disse que o Brasil é alvo de uma "psicose ambientalista". A questão ambiental também foi alvo do encontro com Macron, onde Bolsonaro sinalizou que o Brasil vai continuar no Acordo do Clima de Paris, que estabelece metas de redução da emissão de gases estufa. A garantia dada por Bolsonaro foi considerada por Macron um dos pontos-chave para a celebração do acordo UE-Mercosul. "Eu convidei [Macron] para conhecer a região amazônica. Falei para ele [de fazermos] uma viagem de Boa Vista a Manaus. É pouco mais de duas horas. A gente poderia até voar a uma altura mais baixa, demoraria mais tempo, em um avião da Força Aérea, para ele ver que não existe o desmatamento tão propalado", afirmou Bolsonaro. O presidente brasileiro também teve uma reunião com líderes dos BRICS e com Donald Trump, presidente dos Estados Unidos, com quem discutiu a possibilidade da aplicação de mais sanções econômicas contra Venezuela e Cuba. Havia a programação de uma reunião bilateral com o presidente da China, Xi Jinping, mas que acabou cancelada.

### Assembleia-Geral da ONU

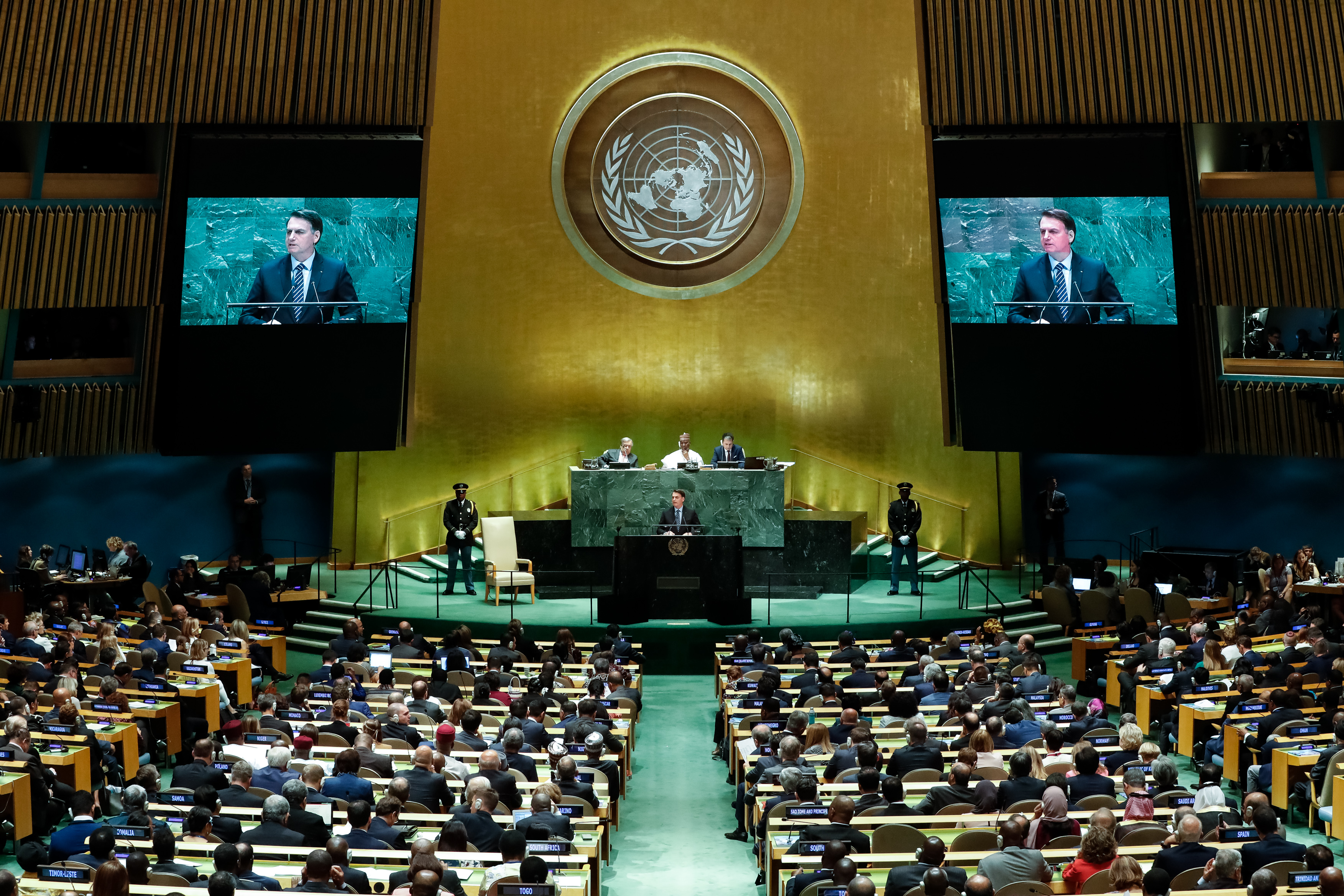
Bolsonaro durante seu primeiro discurso na Assembleia-Geral das Nações Unidas.

No dia 24 de setembro de 2019, Bolsonaro fez seu primeiro discurso na abertura da Assembleia-Geral das Nações Unidas. Durante o pronunciamento, ele criticou o Foro de São Paulo e países como Cuba e Venezuela, além de ter afirmado que o Brasil "ressurge depois de estar à beira do socialismo". Bolsonaro também destacou os acordos comerciais entre o Mercosul e países europeus, a potencial adesão do Brasil à OCDE, a redução das taxas de criminalidade e defendeu a soberania brasileira sobre a Amazônia. Na parte final de seu discurso, Bolsonaro investiu contra o que chamou de "sistemas ideológicos de pensamento que não buscavam a verdade, mas o poder absoluto" e relacionou isso ao ataque que sofreu durante a campanha, quando foi esfaqueado. Afirmou que "a ideologia" teria se instalado "no terreno da cultura, da educação e da mídia, dominando meios de comunicação, universidades e escolas". Também teria invadido "lares" para, em suas palavras, "investir contra a célula mater de qualquer sociedade saudável, a família".